# 961

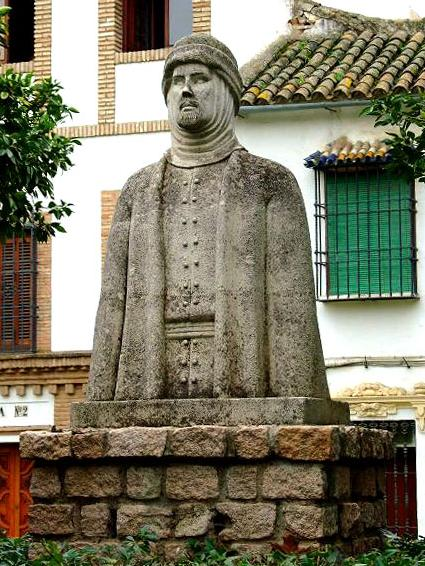
Beeld van kalief Al-Hakam II (915 - 976)

Het jaar 961 is het 61e jaar in de 10e eeuw volgens de christelijke jaartelling.

## Gebeurtenissen

### Byzantijnse Rijk
- Voorjaar - Het Byzantijnse leger onder bevel van Nikephoros Phokas verovert Heraklion na een belegering van 8 maanden. Nikephoros laat de stad plunderen, hij vermoordt de bevolking zonder genade en voert ze af in slavernij. Het Emiraat Kreta houdt op te bestaan, het eiland komt voor het eerst in ruim 150 jaar weer in Byzantijnse handen. Nikephoros keert terug naar Constantinopel en houdt in de hoofdstad een triomftocht.[1]

### Europa
- 26 mei - Koning Otto I ("de Grote") benoemt zijn 6-jarige zoon Otto II als troonopvolger en medeheerser op de Rijksdag in Worms. Hij wordt gekroond in Aken en onder de voogdij geplaatst van zijn grootmoeder Mathilde. Otto's broer Bruno I wordt opnieuw belast met de voorlopige regering van Lotharingen.[2]
- Zomer - Otto I ("de Grote") leidt een expeditieleger naar Noord-Italië over de Brennerpas op verzoek van paus Johannes XII. Koning Berengarius II stuurt zijn zoon Adelbert I om Otto's opmars tegen te houden in Verona. Adelbert vertrekt met een leger uit Rome om het gebied in de Povlakte te versterken.[3]
- Het Lombardische leger onder bevel van Adelbert I weigert tegen Otto I ("de Grote") te vechten – tenzij Berengarius II aftreedt ten gunste van Adelbert. Berengarius weigert dit voorstel, hij laat het leger terugkeren in hun winterkwartieren. Berengarius vlucht en trekt zich terug in een vesting in Romagna.[4]
- Koning Haakon I ("de Goede") overlijdt na een regeerperiode van 28 jaar. Hij wordt tijdens een veldslag verwond door een pijl. Haakon wordt opgevolgd door zijn neef Harald II ("Grijshuid") als heerser van Noorwegen.[5]
- 15 oktober - Kalief Abd al-Rahman III overlijdt na een regeerperiode van 32 jaar. Hij wordt opgevolgd door zijn 46-jarige zoon Al-Hakam II als heerser van het kalifaat van Córdoba in Al-Andalus (huidige Spanje).[6]
- Raymond II, graaf van Rouergue, wordt vermoord tijdens een pelgrimstocht naar Santiago de Compostella. Hij wordt opgevolgd door zijn zoon Raymond III, hij krijgt de suzereiniteit over de naburige landerijen.

### Klein-Azië
- Ani wordt de hoofdstad van het Koninkrijk Armenië. Begin van een glorietijd van de stad, met een inwoneraantal tussen de 100.000 en 200.000 mensen.

### Religie
- De relikwieën van Sint-Mauritius en andere heilige overblijfselen worden overgebracht naar de nieuwe kathedraal van Maagdenburg.
- Het klooster van Agia Lavra (gelegen in de Peloponnesos) bij de stad Kalavryta wordt gesticht door een kluizenaar.
- Eerste schriftelijke vermeldingen van Flechtingen, Gernrode, Neutz en Wijtschate.

## Geboren
- Edith van Wilton, Engels prinses en abdis (overleden 984)
- Ramiro III, koning van León en Galicië (overleden 984)

## Overleden
- 14/15 februari - Poppo I, bisschop van Würzburg (r. 941 - 961)
- 15 oktober - Abd al-Rahman III, kalief van Córdoba (r. 929 - 961)
- 3 november - Leutald I (46), graaf van Mâcon (r. 942 - 961)
- Adela van Leuven (32), Frankisch edelvrouw en erfdochter
- Haakon I ("de Goede"), koning van Noorwegen (r. 933 - 961)
- Landulf II ("de Rode"), prins van Benevento (r. 940 - 961)
- Raymond II, graaf van Rouergue en Quercy (r. 937 - 961)